# Colposis mutilatus
Colposis mutilatus là một loài bọ cánh cứng trong họ Salpingidae. Loài này được Beck miêu tả khoa học năm 1817.